# Madonna col Bambino (Francesco Morone)
Madonna col Bambino (conosciuto anche come Madonna Moscardo) è un dipinto del pittore veronese Francesco Morone, realizzato con la tecnica della pittura a tempera su tavola, conservato nel museo di Castelvecchio a Verona.
Si ipotizza che la realizzazione della tela possa essere collocata intorno al 1510, ovvero quando «i caratteri stilistici della produzione del giovane Morone hanno ormai perduto quegli eccessi programmatici che si ravvisano nelle opere dipinte ad apertura di secolo». Lo sfondo è una riproduzione del cosiddetto Mostro marino, un'incisione giovanile di Albrecht Dürer.
Probabilmente realizzata a seguito di una commissione privata, la Madonna Moscardo è stata a lungo attribuita a Girolamo dai Libri, amico di Francesco con cui condivise alcuni lavori, in particolare proprio per il paesaggio sullo sfondo.